# Violinprincipal
Violinprincipal är en orgelstämma av typen stråkstämmor eller principalstämmor som är 8´. Som stråkstämma räknas den som vid och som principalstämma räknas den som trång. Den tillhör kategorin labialstämmor. I pedalen kallas stämman violon 16´, violon bas 16´ eller violoncell 8´.